# Gerhard Wucherer
Gerhard Wucherer   (Kempten, 11 de febrer de 1948) és un atleta alemany, ja retirat, especialista en curses de velocitat, que va competir sota bandera de la República Federal Alemanya durant les dècades de 1960 i 1970.
El 1968 va prendre part en els Jocs Olímpics d'Estiu de Ciutat de Mèxic, on disputà dues proves del programa d'atletisme. Fou sisè en els 4x100 metres, mentre en els 100 metres quedà eliminat en sèries. Quatre anys més tard, als Jocs de Múnic, tornà a disputar dues proves del programa d'atletisme. En aquesta ocasió, formant equip amb Jobst Hirscht, Karlheinz Klotz i Klaus Ehl, guanyà la medalla de bronze en els 4x100 metres, mentre en els 100 metres quedà eliminat en sèries.
En el seu palmarès també destaca una medalla de plata en els 100 metres del Campionat d'Europa d'atletisme de 1971, rere el soviètic Valeri Borzov. Durant la seva carrera va establir tres rècords mundials dels 60 metres. A nivell nacional va guanyar els títols del 4x100 metres de 1971 i el dels 60 metres en pista de coberta de 1969 i 1972.

## Millors marques
- 100 metres. 10.24 (1971).[4]